# Göritz
Göritz ist eine amtsangehörige Gemeinde im äußersten Norden des Landkreises Uckermark in Brandenburg. Sie wird vom Amt Brüssow (Uckermark) mit Sitz in der Stadt Brüssow verwaltet.

## Geografie
Die Gemeinde Göritz liegt am flachen Hang einer Endmoräne, die sich in Nord-Süd-Richtung am Ostufer der Ucker hinzieht. Die nördliche Nachbargemeinde Nieden gehört zum Bundesland Mecklenburg-Vorpommern, der südlich anschließende Ort Dauer ist ein Ortsteil der Kreisstadt Prenzlau.

## Gemeindegliederung
Zu Göritz gehören die bewohnten Gemeindeteile Göritz, Malchow und Tornow sowie der Wohnplatz Ausbau.

## Geschichte
Das heutige Gemeindegebiet von Göritz wurde bereits in der Steinzeit um 2000 v. Chr. besiedelt. Ein Überbleibsel aus der sich anschließenden Bronzezeit, ein so genannter Schalenstein, ist auf der Flur „Hopps Qual“ nahe dem Gootskamp zu finden. Nach der Zeitwende ließen sich auf dem Gebiet zunächst die Germanen nieder, belegt durch Funde von Tonscherben, an deren Stelle im 6. und 7. Jahrhundert die Slawen traten. Die erste Kirche entstand um 1250, noch vor der ersten urkundlichen Erwähnung von Göritz am 11. Juni 1346.

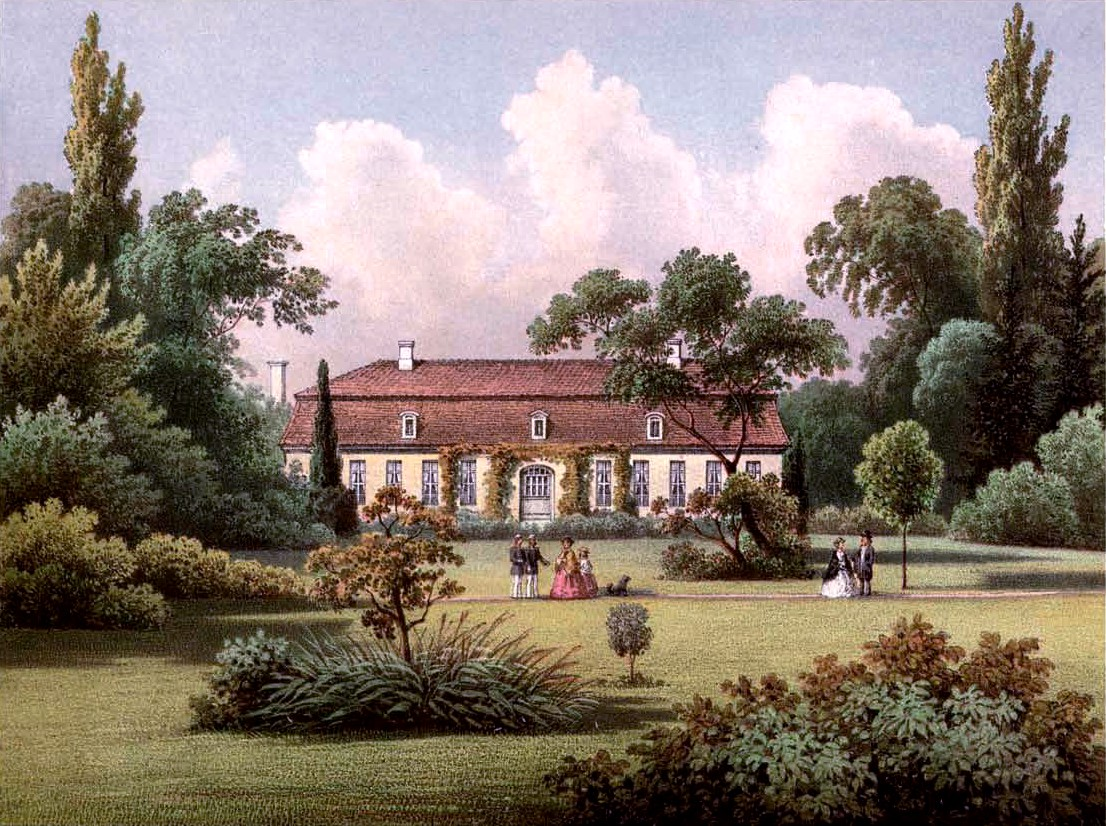
Rittergut Göritz (19. Jh.), 1862/63 nach Alexander Duncker, Wohnsitz der Herren von Wedel

Vom 12. bis 15. Jahrhundert geriet der Ort unter deutschen Einfluss. Nach dem Disput zwischen Pommern, Brandenburgern und Mecklenburgern um den Besitz der Uckermark wurde 1440 bei Göritz ein Vertrag zwischen Pommernherzögen und Brandenburger Markgrafen geschlossen. Während der Auseinandersetzungen um die Uckermark zogen vermehrt deutsche Einwohner in die Umgebung von Göritz, das sich in dieser Zeit als Straßen- und Angerdorf in seinen heutigen Grundstrukturen herausbildete. In den sich anschließenden Jahrhunderten wechselten die Göritzer Güter häufig ihren Besitzer, bevor der Adel zunehmend an Einfluss gewann. Im Dreißigjährigen Krieg wurde die Ortschaft zeitweilig zur Wüstung. Anschließend entwickelte sich ein kleiner Rittersitz, wenn auch als Pertinenz vom benachbarten Malchow. Hier wirkte lange die Familie von Wedel. Der bekannteste Vertreter des Adelsgeschlecht als Gutsherr auf Göritz war der Kriegsminister Karl (Carl) Heinrich von Wedel (1712–1782), königlich preußischer Generalleutnant. Um 1857 hatte Oberstleutnant a. D. Karl von Wedel (1828–1877), verheiratet mit Valeska von Prittwitz und Gaffron, nach alten Matrikeln 2800 Morgen in Göritz.  Er besaß ebenso das Gut Dauer. Ähnlich erfolgreich aus dieser Familienlinie Malchow-Göritz, Hasso von Wedel (1859–1935), Träger des berühmten Ordens pour le mérite. Letzter Grundbesitzer war der gleichnamige Sohn Hasso von Wedel (1892–1956), bis zur Bodenreform. Er hatte aus den Zeiten der Wirtschaftskrise nur noch das Restgut Edelhof des Magnus von Wedel geerbt. Das eigentliche Rittergut Göritz mit 700 ha gehörte der Landgesellschaft „Eigene Scholle“ aus Frankfurt a. d. Oder.
In der DDR entstand 1952 die erste LPG in Göritz, der 1960 eine weitere folgte.
Verwaltungsgeschichte
Göritz gehörte seit 1817 zum Kreis Prenzlau in der preußischen Provinz Brandenburg und ab 1952 zum Kreis Prenzlau im DDR-Bezirk Neubrandenburg. Seit 1993 liegt die Gemeinde im brandenburgischen Landkreis Uckermark.
Zu Gebietsveränderungen kam es 1928, als die Ortschaft Malchow in die Gemeinde Göritz eingegliedert wurde, und bei der Eingemeindung von Tornow 1982.
Göritz gehörte von 1992 bis 2001 zum Amt Prenzlau-Land und wechselte mit Wirkung zum 1. November 2001 zum Amt Brüssow (Uckermark).

## Bevölkerungsentwicklung
| Jahr | Einwohner |
| ---- | --------- |
| 1875 | 654       |
| 1890 | 565       |
| 1910 | 695       |
| 1925 | 638       |
| 1933 | 783       |
| 1939 | 695       |

| Jahr | Einwohner |
| ---- | --------- |
| 1946 | 1.170     |
| 1950 | 1.187     |
| 1964 | 0856      |
| 1971 | 0837      |
| 1981 | 0822      |
| 1985 | 0947      |

| Jahr | Einwohner |
| ---- | --------- |
| 1990 | 943       |
| 1995 | 932       |
| 2000 | 928       |
| 2005 | 836       |
| 2010 | 804       |
| 2015 | 780       |

| Jahr | Einwohner |
| ---- | --------- |
| 2020 | 801       |
| 2021 | 781       |
| 2022 | 790       |
| 2023 | 789       |
| 2024 | 788       |

Gebietsstand des jeweiligen Jahres, Einwohnerzahl: Stand 31. Dezember (ab 1991) ab 2011 auf Basis des Zensus 2011, ab 2022 auf Basis des Zensus 2022

## Politik

### Gemeindevertretung
Die Gemeindevertretung von Göritz besteht aus acht Gemeindevertretern und dem ehrenamtlichen Bürgermeister. Die Kommunalwahl am 26. Mai 2019 führte zu folgendem Ergebnis:
| Partei / Wählergruppe               | Stimmenanteil | Sitze |
| ----------------------------------- | ------------- | ----- |
| Einzelbewerber Daniel Pohl          | 18,4 %        | –     |
| Einzelbewerberin Dajana Grundmann   | 15,4 %        | 1     |
| Einzelbewerber Christoph Ninnemann  | 11,2 %        | 1     |
| Einzelbewerber Heiko Sonnenberg     | 09,3 %        | 1     |
| Einzelbewerber Klaus-Dieter Herholz | 09,3 %        | 1     |
| Die Linke                           | 09,2 %        | 1     |
| Einzelbewerber Marco Koch           | 08,0 %        | 1     |
| Einzelbewerber Enrico Riechert      | 07,2 %        | 1     |
| Wählergruppe Feuerwehr Göritz       | 06,1 %        | 1     |
| Einzelbewerber Thomas Lehmann       | 04,0 %        | –     |
| Einzelbewerber Ben-Michael Hübner   | 01,9 %        | –     |

Daniel Pohl kandidierte sowohl als Gemeindevertreter als auch als Bürgermeister. Da er die Wahl zum Bürgermeister annahm, bleibt nach § 60 (3) des Brandenburgischen Kommunalwahlgesetzes sein Sitz in der Gemeindevertretung unbesetzt. Sein Stimmenanteil bei der Wahl der Gemeindevertretung entsprach zwei Sitzen. Daher bleibt nach § 48 (6) des Brandenburgischen Kommunalwahlgesetzes ein weiterer Sitz in der Gemeindevertretung unbesetzt.

### Bürgermeister
- 1998–2014: Karla Schmidt[13]
- 2014–2024: Daniel Pohl[14]
- seit 2024: Daniel Manke

Manke wurde in der Bürgermeisterwahl am 9. Juni 2024 ohne Gegenkandidat mit 82,9 % der gültigen Stimmen für eine Amtszeit von fünf Jahren gewählt.

### Wappen
| Wappen von Göritz | Blasonierung: „Geviert von Schwarz und Silber; Feld 2: ein schwarzes Kammrad, dessen vier Speichen von einem Männerrumpf mit gold-gegürtetem, schwarz-rot gespaltenem Mantel und breitkrempigen Hut mit goldener Hutschnur überdeckt werden, Feld 3: drei durch goldene Stiele verbundene, schwarz-rot gespaltene Lindenblätter (2:1).“ |
| Wappen von Göritz | Das Wappen wurde am 9. Januar 1997 durch das Ministerium des Innern genehmigt. |

## Sehenswürdigkeiten
In der Liste der Baudenkmale in Göritz stehen die in der Denkmalliste des Landes Brandenburg eingetragenen Baudenkmale.

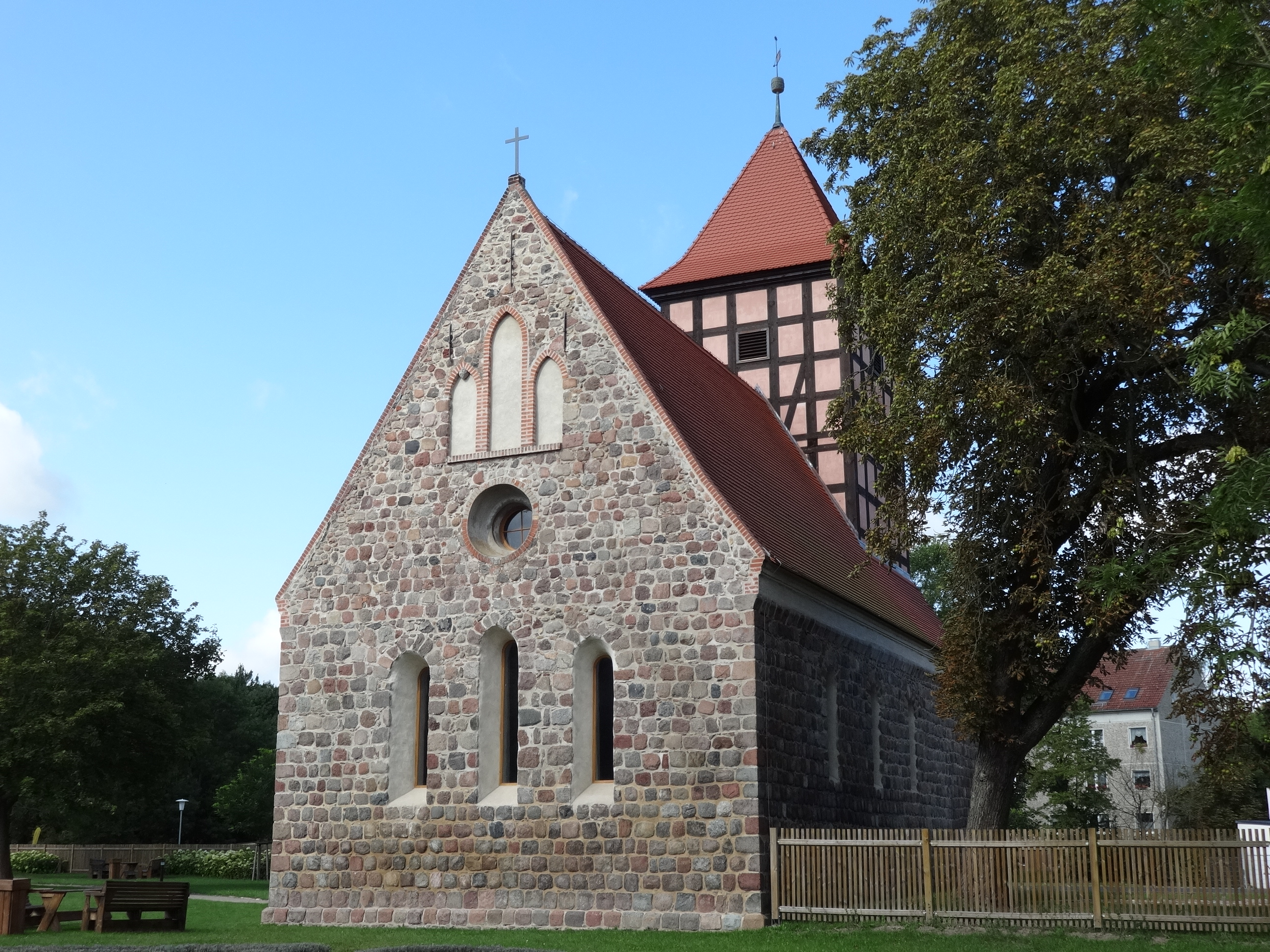
Dorfkirche Malchow

Die Dorfkirche Malchow ist eine frühgotische Feldsteinkirche mit einem geraden Chor und einem Satteldach. Sie entstand in der zweiten Hälfte des 13. Jahrhunderts. 1731 baute die Kirchengemeinde den Turm an. 1958 feierte man den letzten Gottesdienst, danach stand die Kirche leer. 2004 erfolgte eine Notsicherung, da das Bauwerk einzustürzen drohte. Einen Teil der Ausstattung brachte man in die Dorfkirche Göritz, weitere Ausstattung wie ein Taufengel wurde auf dem Dachboden eines Pfarrhauses deponiert. In den Jahren 2010 bis 2012 fanden mit Hilfe der Deutschen Stiftung Denkmalschutz umfangreiche Sanierungsarbeiten statt. Dabei legte man an der Nord- und Südseite des Kirchenschiffs Fresken frei.

## Verkehr
Göritz liegt an der Bundesstraße 109 zwischen Prenzlau und Pasewalk.
Der nächstgelegene Bahnhof ist Nechlin (Ortsteil der Gemeinde Uckerland) an der Bahnstrecke Berlin–Angermünde–Stralsund.

## Persönlichkeiten
- Carl Heinrich von Wedel (1712–1782), preußischer Generalleutnant und Kriegsminister, in Göritz geboren
- Bernd Jakob von Arnim (1719–1797), preußischer Finanzrat und Numismatiker; in Tornow geboren